# Chitrakoot Dham
Chitrakoot Dham ou (Karwi) est une ville de l'État d'Uttar Pradesh.

## Géographie
La ville de Chitrakoot est le centre administratif du district de Chitrakoot.